# San Anselmo en Aventino (título cardenalicio)
San Anselmo en Aventino es un título cardenalicio diaconal de la Iglesia Católica. Fue instituido por el papa Juan Pablo II en 1985.

## Titulares
- Paul Augustin Mayer, O.S.B. (25 de mayo de 1985 - 29 de enero de 1996) título presbiteral pro hac vice (29 de enero de 1996 - 30 de abril de 2010)
- Fortunato Baldelli (20 de noviembre de 2010 - 20 de septiembre de 2012)
- Lorenzo Baldisseri (22 de febrero de 2014)